# Rocksmith 2014
Rocksmith 2014 é um jogo eletrônico musical desenvolvido e publicado pela Ubisoft. É uma continuação de Rocksmith (2011), mas foi descrito como uma substituição ao jogo original, em vez de uma sequência. Como seu antecessor, o principal recurso do jogo é permitir que os jogadores conectem virtualmente qualquer guitarra elétrica ou baixo e toquem junto com o uso de um adaptador USB – eliminando a necessidade de qualquer controle proprietário como outros jogos musicais, como Guitar Hero. O jogo vem com 66 músicas em disco, com milhares mais disponíveis para download em pacotes DLCs pagos. Foi anunciado na apresentação da Ubisoft na E3 2013 e foi lançado para PlayStation 3, Xbox 360, Microsoft Windows e OS X em outubro de 2013. Foi remasterizado um ano depois com conteúdo adicional para PlayStation 4 e Xbox One em novembro de 2014.

## Jogabilidade
Rocksmith 2014 recomenda o uso do adaptador "Hercules", um cabo USB que se conecta ao conector de saída padrão de 1⁄4 (6,35 mm) da maioria das guitarras elétricas e baixos. Outras instrumentos, como violões, podem exigir um hardware adicional, como um captador.
Rocksmith 2014 oferece três caminhos de desenvolvimento diferentes para guitarra solo, ritmo e baixo, respectivamente. Agora inclui a habilidade de definir a dificuldade da música, ao invés de ter que tocar a canção começando na dificuldade mais baixa, como no primeiro Rocksmith. O jogo inclui um Modo de Sessão, que permite aos jogadores atuar em jam sessions com os músicos do jogo. Outros novos modos incluem um Modo Mestre aprimorado para ajudar na memória e novos minijogos de "Guitarcade". Novas missões foram adicionadas como uma forma de desafiar e direcionar os jogadores para áreas que eles precisam melhorar.
Rocksmith 2014 pretende ser mais uma ferramenta de ensino do que o jogo original, com mais de 85 lições cobrindo curvas, acentos, slides, etc. Uma nova ferramenta de posicionamento de dedo também foi adicionada. O jogo também apresenta um modo para jogadores daltônicos.

## Desenvolvimento
Sobre o motivo pelo qual a desenvolvedora escolheu o nome "Rocksmith 2014" em vez de "Rocksmith 2", o vice-presidente sênior de vendas e marketing Tony Key explicou que era para encorajar aqueles que ainda não haviam jogado o primeiro jogo a comprarem e jogarem o segundo, sem a necessidade de investir em um título anterior da franquia. Ele comparou com os cursos de aprendizagem de línguas estrangeiras: "Este não é o segundo passo para tocar violão. Algumas pessoas podem interpretar dessa forma. Se você vier com 'espanhol 1' e depois 'espanhol 2', você acha que precisa aprender 'espanhol 1' primeiro." Ele descreveu Rocksmith 2014 como um "substituto" para o jogo original ao invés de uma sequência, e argumentou que suas novas canções, modos e melhorias justificavam a compra para pessoas que já haviam comprado o Rocksmith original.